# 凱里 (喬治亞州)
凱里（英語：Cary）是位於美國喬治亞州布萊克利縣的一個非建制地區。該地的面積和人口皆未知。

## 地理
凱里的座標為32°30′54″N 83°18′18″W / 32.51500°N 83.30500°W，而該地的平均海拔高度為129米（即423英尺）。